# Miguel Vega Uribe
Miguel Francisco Vega Uribe (Bogotá, 25 de abril de 1931-Bogotá, 24 de septiembre de 1993) fue un militar y político colombiano.
Vega fue oficial del Ejército Nacional de Colombia de la rama de caballería, llegando al rango de general. Fue comandante de esa institución en 1984, y luego nombrado ministro de defensa en enero de 1985 por el presidente de la época, Belisario Betancur.
Durante su paso por el ministerio, Vega encabezó las acciones militares en la Toma del Palacio de Justicia, y la persecución de los narcotraficantes menores y de grupos guerrilleros como el M-19, a quien le declaró abierta guerra. Su activididad militar no estuvo exenta de controversias por acusasiones de violaciones de derechos humanos.
Hoy todavía se adelantan procesos de víctimas y memoria en su contra por crímenes de lesa humanidad.

## Biografía
Casado con Ruby Escrucería, con quien es padre de Thania Vega y de otras 2 hijas. Inició su carrera de oficial en 1950, cuando fue ascendido al grado de subteniente del Ejército. En 1970, Vega Uribe fue asignado como comandante de la Escuela de Caballería del Ejército Nacional. Fue Subdirector de la Escuela de Cadetes General José María Córdova.
En 1974, fue enviado a la ciudad de Neiva, departamento del Huila para comandar la IX Brigada del Ejército Nacional. En 1976, fue asignado en Bogotá como director del Hospital Militar Central, cargo que ocupó hasta 1977. Luego, en 1978 fue enviado a Barranquilla, para comandar la II Brigada del Ejército Nacional.

### Comandante de la Brigada de Institutos Militares (BIM)
En 1979, fue nombrado comandante de la Brigada de Institutos Militares en Bogotá, cargo en el que se destacó su lucha contra guerrillera y la captura de por lo menos 200 guerrilleros entre los que predominaban miembros del Movimiento 19 de abril (M-19), y desde entonces se le señala por la violación de derechos humanos, terrorismo de Estado y guerra sucia como posible máximo responsable de la Alianza Americana Anticomunista.
Tras el asalto al Cantón Norte por parte de guerrilleros del M-19, Vega Uribe se encargó de perseguir a posibles responsables del asalto. Se le acusa de la violación de los DD.HH. de la médica Olga López de Roldán, a quien por tratar la salud de Augusto Lara Sánchez fue retenida en su casa junto a su hija de seis años Olga Helena Roldán López, por unidades de Inteligencia Militar y llevada a las Cuevas de Sacromonte, el 3 de enero de 1979, entre las 4:00 AM y 9:00 AM (UTC-5). Allí permaneció retenida por miembros de Inteligencia Militar por cerca de doce días, en los que fue torturada y separada de su hija. López fue obligada en las sesiones de tortura a declarar en contra de los presuntos guerrilleros del M-19, también torturados junto a ella. 
El 13 de enero de 1981, un Consejo de Guerra Verbal encontró inocente a López, después de dos años de detención injusta. López Jaramillo demandó al Estado colombiano, y entre las afirmaciones del Expediente N.º. 3507 de la demanda se leía:

"Como el fin perseguido por las torturas era el de provocar una falsa confesión sobre hechos desconocidos para la torturada y sobre revelaciones de posibles o presuntos miembros de la organización sediciosa M - 19 y, muy particularmente, sobre las actividades de Augusto Lara Sánchez, no habiendo obtenido de parte de Olga López J. eso que el Comandante de la Brigada de Institutos Militares, General Miguel (sic) Francisco Vega Uribe, llamaba "colaboración", se procedió a torturar a otros detenidos como al doctor Emiro Mora Solano y a Pedro Antonio Mogollón forzándolos a afirmar que Olga López J. pertenecía a dicha organización subversiva".

### Comandante de las Fuerzas Militares y Ministro de Defensa Nacional (1984-1986)
Ascendido al grado de general, Vega fue nombrado Comandante de las Fuerzas Militares el 20 de enero de 1984, por el presidente Belisario Betancur y el ministro de defensa Gustavo Matamoros D'Costa.
Vega permaneció en el cargo hasta el 9 de enero de 1985.
Fue llamado ese día a ser ministro de Defensa Nacional de Colombia, por el presidente Betancur. Entre su labor como ministro fue protagonista durante la Toma del Palacio de Justicia por parte de la guerrilla del Movimiento 19 de abril (M-19) y la retoma por parte de la Fuerza Pública, el 6 y 7 de noviembre de 1985. En la comunicaciones radiotelefónicas se identificaba como "Coraje 6". El 5 de agosto de 1986, el general Vega Uribe pidió la baja de las Fuerzas Militares.

### Muerte
Fallece en 1993 en la Unidad de Cuidados Intensivos del Hospital Militar de Bogotá.